# 折本駅
折本駅（おりもとえき）は、茨城県筑西市折本にある真岡鐵道真岡線の駅である。

## 歴史
- 1912年（明治45年）4月1日：官設鉄道（国鉄）の駅として開業[1][2]。
- 1958年（昭和33年）9月5日：業務委託化[3]、交換設備撤去・棒線化[1]。
- 1963年（昭和38年）1月10日：貨物、荷物扱い廃止[2]。
- 1970年（昭和45年）3月10日：無人化[1][4]。
- 1975年（昭和50年）10月：駅長事務室と休憩室を撤去し、駅舎を改装[5]。
- 1987年（昭和62年）4月1日：国鉄分割民営化により、 東日本旅客鉄道（JR東日本）の駅となる[2]。
- 1988年（昭和63年）4月11日：真岡鐵道に転換[1]。
- 2001年（平成13年）：交換設備供用開始。

## 駅構造

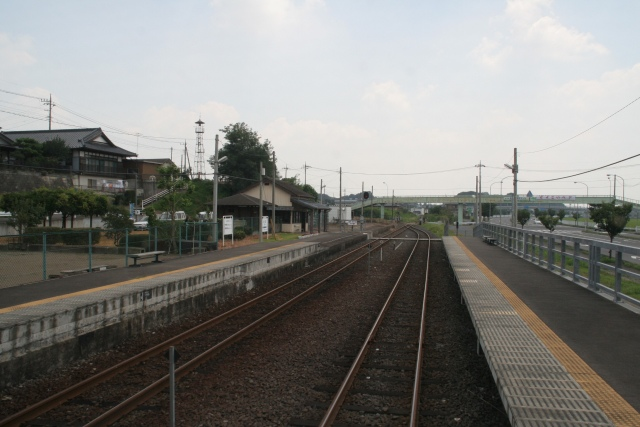
ホーム（2006年8月）

相対式ホーム2面2線を有する地上駅で、無人駅。「SLもおか」や普通列車の交換も行われる。両ホームは構内踏切で結ばれている。
住宅の多い東側に国鉄時代からの駅舎が建っているが、構内踏切を渡った西側に柵はなく、国道294号バイパスの側道へ直接出入りすることが可能である。

## 利用状況
2019年度の一日平均乗降人員は39人である。
近年の一日平均乗車人員の推移は下記のとおり。
| 乗車人員推移 | 乗車人員推移    | 乗車人員推移    |
| 年度         | 1日平均乗車人員 | 1日平均乗降人員 |
| ------------ | --------------- | --------------- |
| 1998         |                 | 213             |
| 1999         |                 | 198             |
| 2000         |                 | 186             |
| 2001         |                 | 287             |
| 2002         |                 | 125             |
| 2003         |                 | 110             |
| 2004         |                 | 93              |
| 2005         |                 | 102             |
| 2006         |                 | 93              |
| 2007         | 39              | 82              |
| 2008         | 46              | 135             |
| 2009         | 39              | 78              |
| 2010         | 36              | 70              |
| 2011         | 27              | 62              |
| 2012         | 28              | 54              |
| 2013         | 29              | 54              |
| 2014         | 21              | 45              |
| 2015         | 24              | 44              |
| 2016         | 23              | 48              |
| 2017         | 23              | 47              |
| 2018         | 19              | 38              |
| 2019         | 17              | 39              |

## 駅周辺
駅東側は住宅地、西側は道路を挟んで水田・工場などが多い。
- 国道294号
- 五行川
- 伊佐城跡
- 中舘観音寺
- 筑西市立中 （）小学校
- 筑西市中公民館
- 下館折本郵便局

## 隣の駅
真岡鐵道
■真岡線
- 「SLもおか」停車駅

下り 6103列車（「SLもおか」運転日のみ）
下館駅 → 折本駅 → 久下田駅
普通
下館二高前駅 - 折本駅 - ひぐち駅